# (9297) Марчук
(9297) Марчук (лат. Marchuk) — типичный астероид главного пояса, открыт 25 июня 1984 года советским астрономом Тамарой Смирновой в Крымской астрофизической обсерватории и 9 марта 2001 года назван в честь советского и российского учёного Гурия Марчука.

## Обнаружение и именование
(9297) Марчук
Открыт 25 июня 1984 года в Крымской астрофизической обсерватории Т. М. Смирновой.
Гурий Иванович Марчук (р. 1925) — директор Института вычислительной математики Российской академии наук, является специалистом в области численной и прикладной математики, хорошо известным своим математическим моделированием сложных систем. С 1986 по 1991 год был президентом Академии наук СССР.
Оригинальный текст (англ.)9297 Marchuk
Discovered 1984 June 25 by T. M. Smirnova at the Crimean Astrophysical Observatory.
Gurij Ivanovich Marchuk (b. 1925), director of the Institute of Numerical Mathematics of the Russian Academy of Sciences, is a specialist in numerical and applied mathematics, well known for his mathematical modeling of complex systems. From 1986 to 1991 he was president of the U.S.S.R. Academy of Sciences.
Источники: 20010309/MPCPages.arc; M.P.C. 42358.

## Орбита

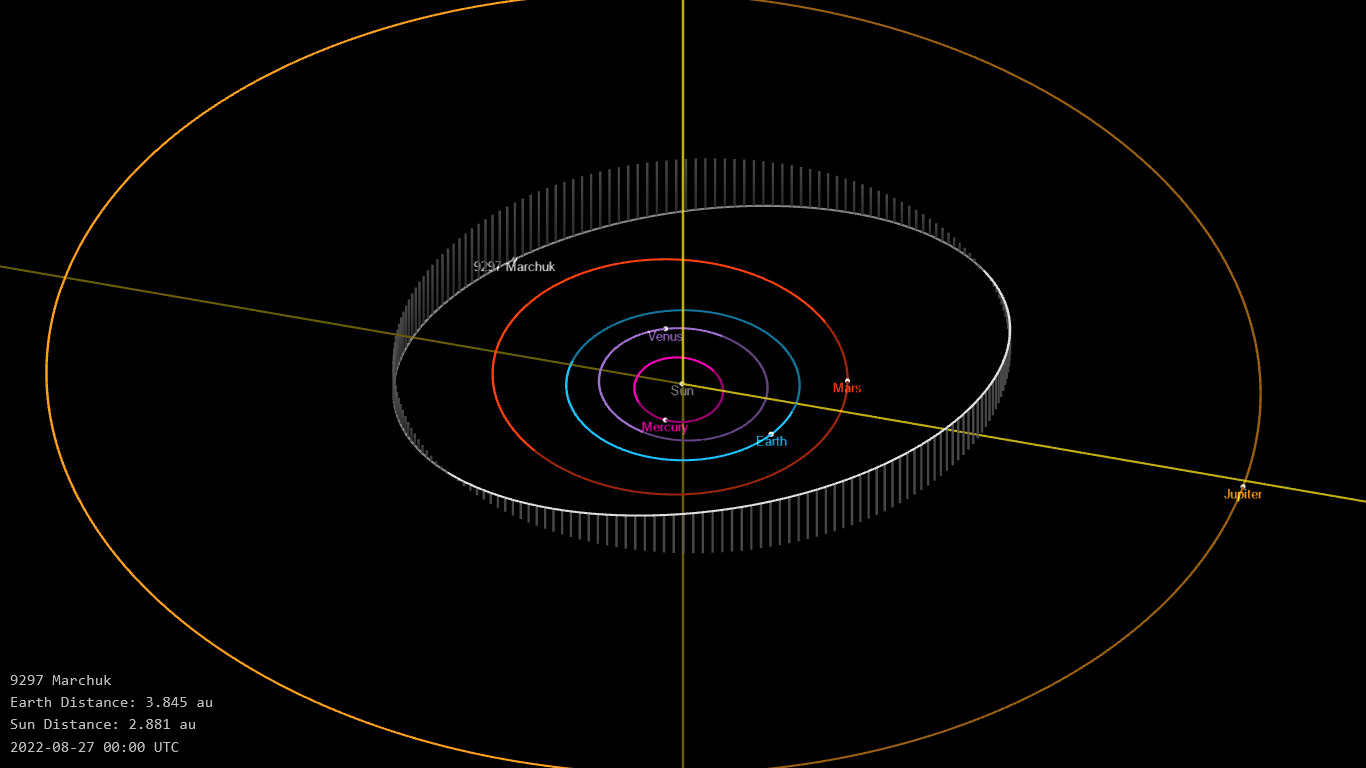
Орбита астероида Марчук и его положение в Солнечной системе

## Физические характеристики
Астероид относится к таксономическому классу S.
По результатам наблюдений в видимом и ближнем инфракрасном диапазоне космического телескопа NEOWISE диаметр астероида сначала оценивался равным 9,765±0,043 км, позже — 9,393±0,254 км. Согласно тем же источникам альбедо оценивается как 0,2459±0,0247 и 0,229±0,050.